# Agnès Le Brun
Agnès Le Brun (ur. 28 grudnia 1961 w Chaumont-en-Vexin) – francuska polityk, samorządowiec, deputowana do Parlamentu Europejskiego VII kadencji.

## Życiorys
Ukończyła studia z zakresu literatury klasycznej w Rennes, po czym wróciła do Morlaix, gdzie pracowała jako nauczycielka. W 2001 zaangażowała się w działalność polityczną na poziomie lokalnym. Była później radną departamentu Finistère, w 2008 została także wybrana na mera miejscowości Morlaix (reelekcję uzyskała w 2014, pełniła tę funkcję do 2020).
W wyborach w 2009 kandydowała z ramienia Unii na rzecz Ruchu Ludowego (przekształconej później w partię Republikanie) do Europarlamentu. Mandat objęła 1 stycznia 2011 po rezygnacji, którą złożył Christophe Béchu. Przystąpiła do grupy Europejskiej Partii Ludowej oraz do Komisji Rolnictwa i Rozwoju Wsi. W PE zasiadała do 2014. W 2015 i 2021 wybierana na radną regionu Bretania.